# Nancy Mitford
Pour les articles homonymes, voir Mitford.

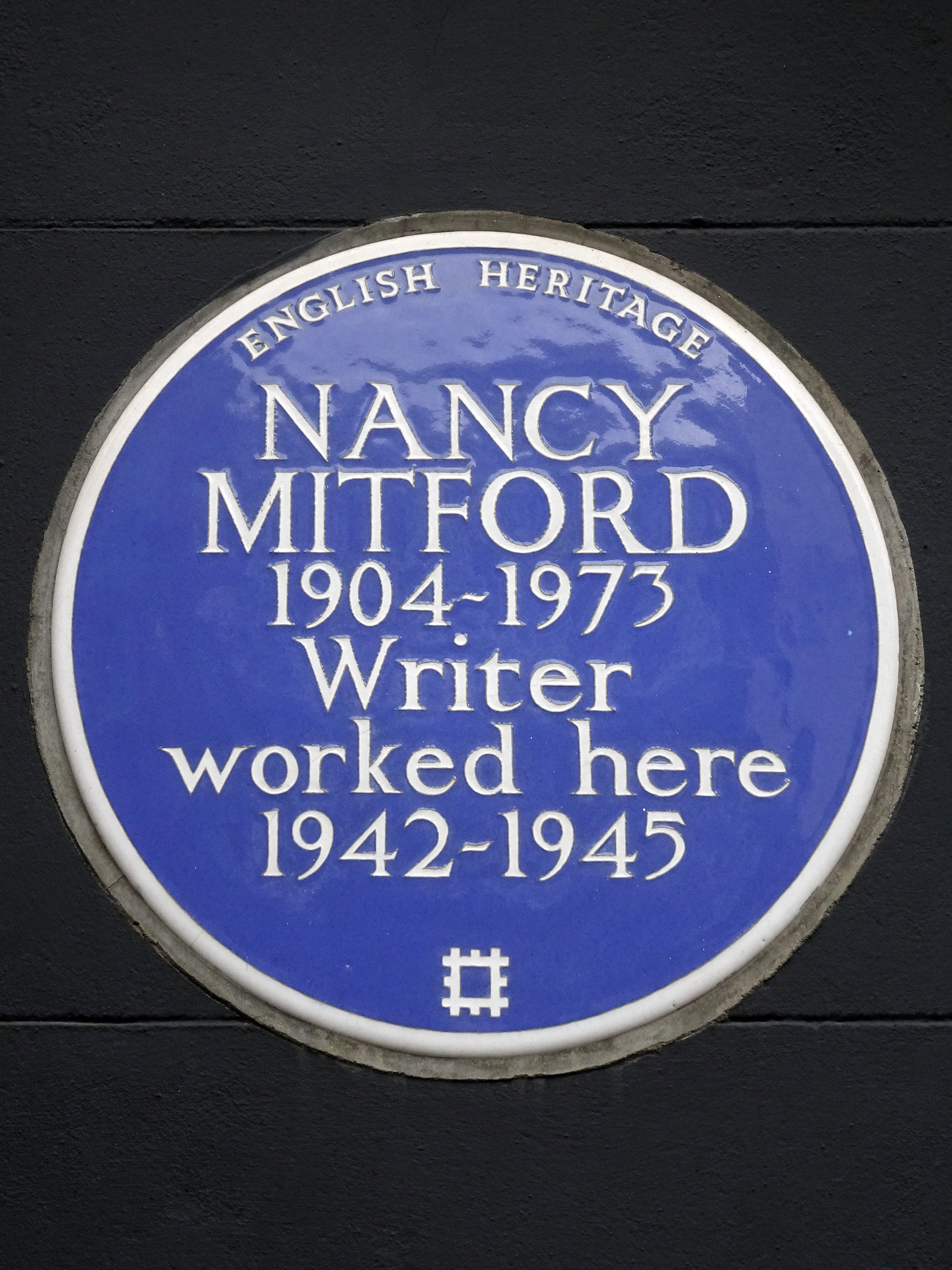
Plaque commemorative du English Heritage au 10, Curzon Street dans le quartier de Mayfair à Londres : Nancy Mitford (1904-1973), écrivain, a travaillé ici (1942-1945).

Nancy Freeman-Mitford, plus connue sous le nom de Nancy Mitford, est une romancière et biographe britannique, née le 28 novembre 1904 à Londres et morte le 30 juin 1973 à Versailles.
Installée en France à partir de 1946, elle est célèbre pour ses œuvres littéraires, mais aussi pour son rôle prépondérant dans la vie mondaine, en France, comme elle l’avait été en Grande-Bretagne les décennies précédentes, au cours de l'entre-deux-guerres.
Elle fait partie de la célèbre fratrie Mitford.

## Biographie
Née au 1, Graham Street (aujourd'hui Graham Place), dans le quartier londonien de Belgravia, Nancy Mitford est la fille de David Freeman-Mitford, deuxième Lord Redesdale, une famille aristocratique anglaise très ancienne, et l'aînée d'une fratrie composée de six sœurs et d'un garçon,. Son père simulait, pour le plaisir de ses filles, des chasses à courre sur le domaine familial. Il aimait aussi pratiquer l'art aristocratique de déplaire, refusant par exemple les invitations à dîner en rétorquant qu'il mangeait très bien chez lui. Recevant des cours au sein du domicile familial avec ses frère et sœurs, elle plaide pendant des années en faveur d'une scolarisation normale. En 1921, elle est enfin autorisée à passer un an en pension au château de Hatherop (à proximité de Fairford), un établissement privé informel pour les jeunes femmes de bonne famille.
Elle fréquente dans sa jeunesse les Bright Young People, un groupe de jeunes aristocrates hédonistes qui défrayent la chronique, et qui formera le sujet de l'un de ses livres. Elle tombe amoureuse d'Hamish St. Clair-Erskine, sans réel retour de sa part, ce qui est le sujet de son premier roman. Elle épouse le 4 décembre 1933 Peter Rodd, mais les infidélités de son mari les conduisent bientôt à mener une vie séparée.  Grande mondaine de l'entre-deux-guerres, elle rencontre, connaît et reçoit dans son salon les beaux esprits de son temps. Elle se consacre également à l'écriture, en faisant paraître notamment ses premiers romans, comme Christmas Pudding en 1932 où l'héroïne principale, Amabelle, qui s'adonne à la prostitution de luxe, réunit pour Noël des amis à la campagne. Le ton est d'un humour pince-sans-rire et d'un pragmatisme tranchant. Amabelle est ainsi désolée de constater, à propos de ses invités, que « le problème, c'est que les gens s'attendent à être heureux dans l'existence ». Elle écrit aussi pour un journal, The Sunday Times y décrivant avec un humour grinçant sa propre classe aristocratique, et laissant apparaître des opinions de gauche (à l’opposé de plusieurs de ses sœurs).
Pendant la Seconde Guerre mondiale, elle tombe amoureuse d'un compagnon du général de Gaulle, Gaston Palewski. Elle bénéficie d'une notoriété littéraire assez forte au début de l'après-guerre grâce notamment à son roman La Poursuite de l'amour (The Pursuit of Love, 1945), dont le succès renforce son indépendance financière. En mars 1946, elle va s'installer à Paris au 7, rue Monsieur, afin de se rapprocher de Palewski, momentanément sans emploi après le départ de Charles de Gaulle du gouvernement provisoire. Déjà bien connue, y compris en France, elle devient ainsi « La dame de la rue Monsieur ». Gaston Palewski vient la voir régulièrement et ils mènent une vie intellectuelle et mondaine très animée. Mais il ne veut pas s'installer chez elle ni l'épouser, car elle est divorcée et cela pourrait nuire à la carrière politique qu’il compte poursuivre.
Elle continue à écrire des romans, comme L'Amour dans un climat froid (Love in a Cold Climate, 1949), avec un certain succès, ainsi que des essais, des traductions vers l’anglais (notamment de La Princesse de Clèves), des traductions et adaptations cinématographiques (par exemple pour un film de Mark Robson, La Petite Hutte)  et des biographies remarquées : Madame de Pompadour en 1954, Voltaire in Love en 1957, The Sun King : Louis XIV at Versailles en 1966, Frederick the Great en 1970, etc.,.
Gaston Palewski la quitte lorsqu’il a 68 ans, pour épouser en mars 1969 Helen-Violette de Talleyrand-Périgord, sa maîtresse attitrée, récemment divorcée du comte James de Pourtalès, avec qui elle était mariée depuis 1937. En conséquence, Nancy Mitford s'installe à Versailles. Opérée peu de temps après d'une tumeur cancéreuse au foie, elle meurt quatre ans plus tard, en 1973.

## Œuvres

### Romans
- Highland Fling (1931) Publié en français sous le titre Highland Fling, traduit par Charlotte Motley, Paris, Christian Bourgois éditeur, 2014
- Christmas Pudding (1932) Publié en français sous le titre Christmas Pudding, traduit par Anne Damour, Paris, Christian Bourgois éditeur, 2014
- Wigs on the Green (1935) Publié en français sous le titre Charivari, traduit par Anne Damour, Paris, Christian Bourgois éditeur, 2011 ; réédition, Paris, 10/18 no 4547, 2012
- Pigeon Pie (1940) Publié en français sous le titre Tir aux pigeons, traduit par Charlotte Motley, Paris, Christian Bourgois éditeur, 2013
- The Pursuit of Love (1945) Publié en français sous le titre La Poursuite de l'amour, traduit par Daria Olivier, Paris, Delamain et Boutelleau, 1950 ; réédition, Paris, 10/18. Domaine étranger no 1515, 1982 ; réédition, La Découverte, 2006
- Love in a Cold Climate (1949) Publié en français sous le titre L'Amour dans un climat froid, traduit par François Villié, Paris, Stock / Delamain et Boutelleau, 1951 ; réédition, Paris, 10/18, 1982 ; réédition, La Découverte, 2003
- The Blessing (1951) Publié en français sous le titre Le Cher Ange, traduit par Daria Olivier, Paris, Delamain et Boutelleau, 1952 ; réédition, Paris, 10/18. Domaine étranger no 1502, 1982 ; réédition, La Découverte, 2005
- Don't Tell Alfred (1960) Publié en français sous le titre Pas un mot à l'ambassadeur, traduit par Jacques Brousse, Paris, Stock, 1961 ; réédition, Paris, 10/18. Domaine étranger no 1539, 1983

### Biographies
- Madame de Pompadour (1954) Publié en français sous le titre Madame de Pompadour, traduit par René Chalupt, Paris, Amiot-Dumont, 1955
- Voltaire in Love (1957) Publié en français sous le titre Voltaire amoureux, traduit par Jacques Brousse, Paris, Stock, 1959
- The Sun King (1966) Publié en français sous le titre Le Roi-Soleil, traduit par Jacques Brousse, Paris, Gallimard, 1968
- Frederick the Great (1970)

### Autres publications
- The Ladies of Alderley : Letters 1841-1850 (Hamish Hamilton, 1938)
- The Stanleys of Alderley : Their letters 1851-1865 (Chapman & Hall, 1939)
- J'ai épousé un Français, Stock, 1959
- Une Anglaise à Paris , chroniques, Payot, 2008
- The Water Beetle (1962), publié sous le titre Snobismes et voyages (traduit par jacques Brousse, Paris : Stock, 1964). Recueil de chroniques, portraits, essais ... réalisés lors de voyage.

## Distinctions
Officier de la Légion d'honneur en 1972